# Robert Arnott Wilson
Pour les articles homonymes, voir Robert Wilson et Wilson.
Robert Arnott Wilson (né le 22 février 1958) est un mathématicien britannique connu pour son travail sur la classification des groupes simples finis et pour son travail sur le groupe Monstre.